# Rubenowtafel

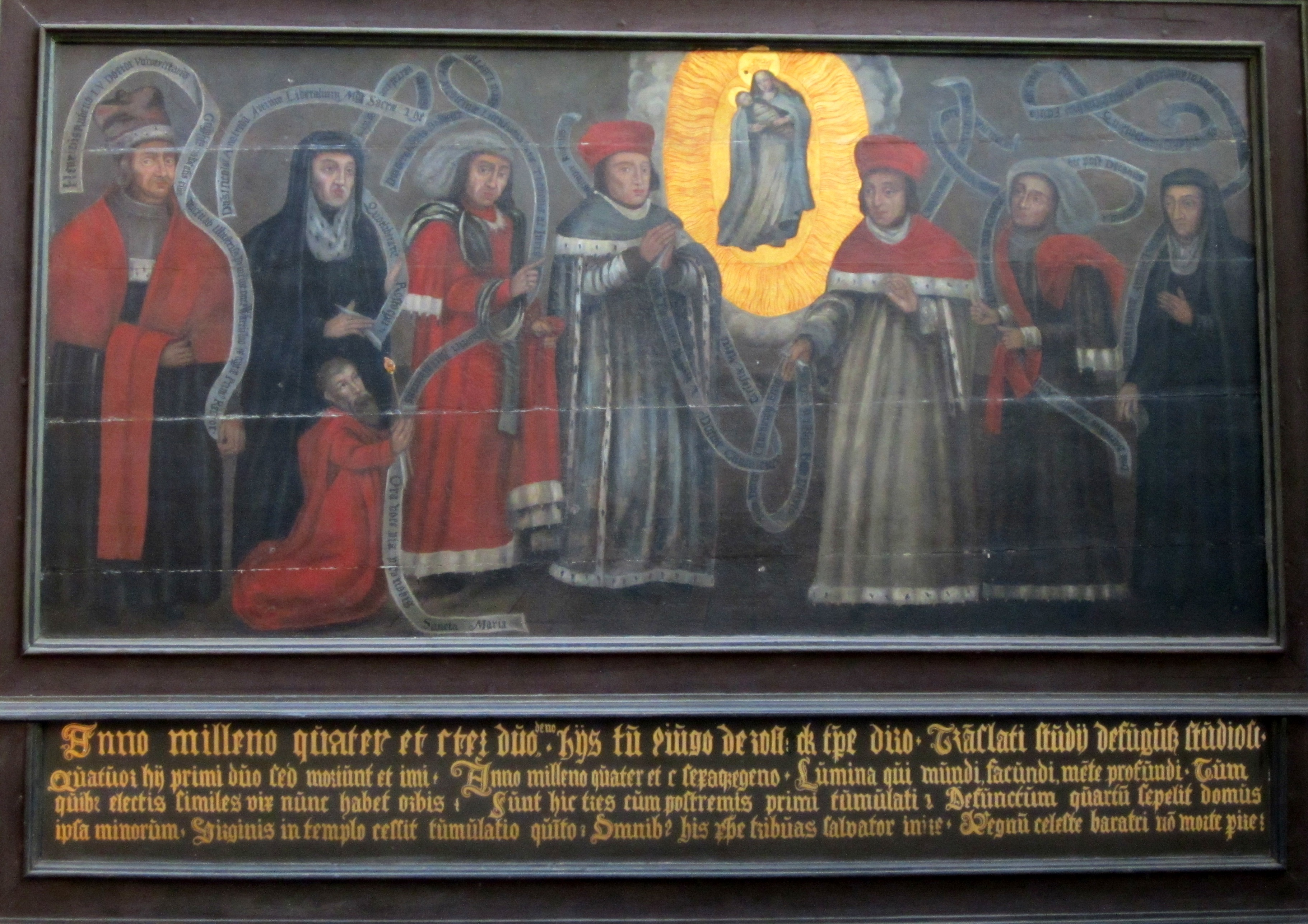
Die Rubenow-Tafel im Greifswalder Dom

Die Rubenowtafel ist ein spätgotisches Tafelbild im Greifswalder Dom St. Nikolai. Sie gilt als ältestes erhaltenes monumentales Gruppenbildnis mit Ganzfiguren im deutschsprachigen Raum und ist zugleich das früheste „Gelehrtenbild“ Greifswalds.
Die Rubenowtafel ist zwischen 1460 und 1462 entstanden. Sie ist 1,50 m hoch und 2,15 m breit und wurde zunächst in Temperafarben auf Eichenholz gemalt und mit Ölfarbe überfasst. Bei der letzten Restaurierung im Jahr 1992 wurden fehlerhafte Ergänzungen an den Inschriften sowie an den Kleidungsstücken der Professoren vorgenommen und die Darstellung dabei nicht unwesentlich verfälscht. Heute befindet sich die Rubenow-Tafel in der Kapelle XIV des Domes.
In Auftrag gegeben wurde sie von Heinrich Rubenow als Votivtafel und stellt (von links nach rechts) ihn selbst sowie die sechs weiteren Gründungsprofessoren der Universität Greifswald Nicolaus Theodorici de Amsterdam, Bernhard Bodeker, Johannis Tidemann, Wilken Bolen, Bertold Segeberg und Johannes Lamside dar.

## Die Tafel
Die Darstellung zeigt ein weltliches Gruppenbild aus sechs Greifswalder und Rostocker Professoren, einem Pedell, Heinrich Rubenow, dem Mitbegründer der Greifswalder Universität, sowie die in einer Mandorla schwebende Madonna mit dem Christuskind auf dem Arm. Ganzfigurig dargestellt, linear aufgereiht und durch die Marienfigur in zwei Gruppen geteilt, ist die Komposition der Rubenow-Tafel noch stark an das Vorbild mittelalterlicher Heiligenbilder angelehnt. Davon zeugen auch die Schriftbänder, die jedoch anstelle frommer Psalme die Lebensbeschreibungen der Gelehrten beinhalten, was die zweifelsfreie Zuordnung der Dargestellten ermöglicht. Eine prominente Position nimmt Rubenow ein, der als größte und flächigste Figur, in sein glanzvolles Rektorornat gekleidet, im Bildvordergrund steht. Ihm zu Füßen knieht der Pedell, der ein Szepter in seinen gefalteten Händen hält und wie die übrigen Figuren der Madonna in der Bildmitte zugewandt ist.
Unterhalb des Bildes ist eine Schrifttafel in Latein angehängt, deren Übersetzung lautet:

„Im Jahre Tausend, viermal Hundert und dreimal zwölf verbinde ich mich mit diesen aus Rostock. In der schweren Zeit des übertragenen Studiums entschlafen die ersten vier Gelehrten. Aber auch die beiden letzten sterben, im Jahre Tausend, viermal Hundert und sechzig. Sie, die Lichter der Welt, beredt, tiefen Geistes waren; diesen Erwählten Gleiche hat die Welt heute kaum. Die drei ersten mit dem letzten sind hier begraben. Den verstorbenen vierten bestattete die Minoritenkirche, in der Marienkirche ward dem fünften sein Grab. Allen diesen verleih, Heiland Christus, ins Himmelreich einzugehen und nicht im Höllentod unterzugehen.“

Von der Tafel wurde im 18. Jahrhundert eine Kopie angefertigt, die sich in der Greifswalder Professorengalerie in der Aula der Universität befindet. 1995 wurde sie von der Greifswalder Restauratorin Anja Gundermann gereinigt und konserviert.